# Vicarage Road
Vicarage Road Stadium est un stade situé à Watford, Hertfordshire, Angleterre, où réside le Watford Football Club. Composé de quatre tribunes, sa capacité est de 20 877 spectateurs. Le stade tient sur nom de la route de Vicarage Road qui passe immédiatement au nord du terrain.
Il est la résidence du club de football de Watford depuis sa construction en 1922. Auparavant, Watford jouait sur le terrain de Cassio Road. Les Saracens se sont installés à Vicarage Road en 1997. Le stade a été inauguré le 30 août 1922 par Charles Healy, des brasseries Benskins lors de la réception de Millwall. Il a été vendu en 2003 mais une campagne de récolte de fonds intitulée Let's Buy Back the Vic (Rachetons le Vic), avec notamment un concert d'Elton John, président du Watford FC, a permis son rachat en 2005 par le club pour 7 600 000 £.

## Histoire

### Main Stand

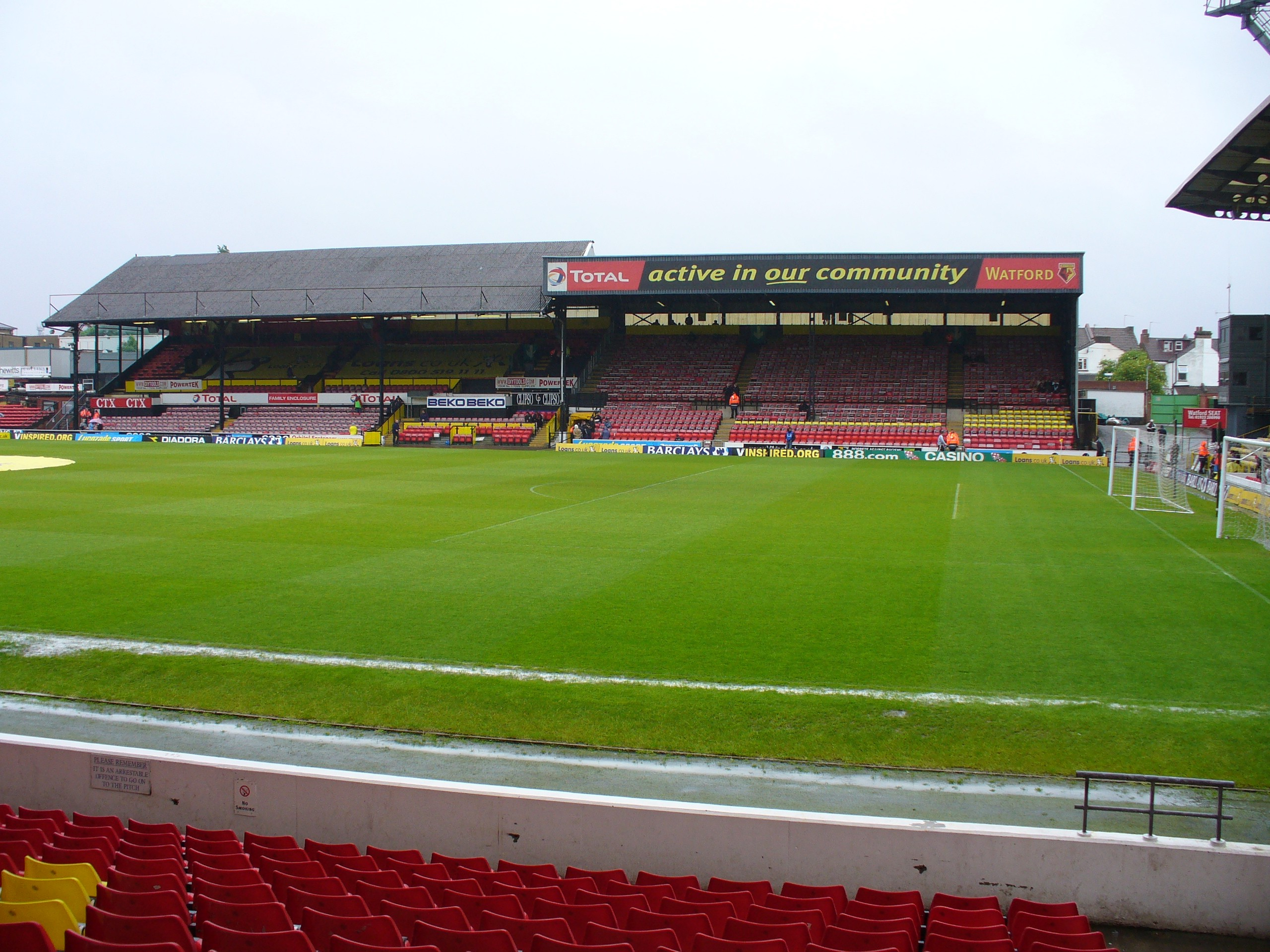
Main Stand

La tribune principale, Main Stand, est située sur le côté est du stade et contient les vestiaires, le tunnel, les zones presse et les loges des entraîneurs. La plus âgée des quatre tribunes, Main Stand est la seule partie subsistante du stade original.
Construite en 1922, lorsque Watford a quitté le terrain de Cassio Road, Main Stand fait partie de l'ensemble construit grâce au concours financiers des brasseries Benskins qui avaient initialement loué le terrain au club pour une durée de 21 ans. Le stade était alors composé de 3 500 places assises dans Main Stand et d'une enceinte où les spectateurs pouvaient se tenir debout. La construction avait alors coûté environ 7 000 £.
Une extension a eu lieu en 1969 et a permis l'ajout de 1 700 places et la capacité a encore été augmentée en 1986 par l'adjonction de sièges sur la tribune et de sièges non-couverts vers la tribune Vicarage Road, sur le côté nord du terrain. En 2004, une partie de la tribune a été fermée pour cause de vétusté. Le remplacement de Main Stand par une nouvelle tribune est en cours d'étude. 

### Rous Stand
Rous Stand, dénommée en l'honneur de l'ancien président de la FIFA Stanley Rous, est située sur le côté ouest du terrain. Cette tribune est composée de deux étages et comporte des loges et des portiques pour caméras de télévision.
Construite en 1986, elle remplace Shrodells Stand. Sa construction, d'un coût de trois millions de livres, a en partie été financée par un prêt d'Elton John. L'étage supérieur, où se situent les loges, a été terminé en premier, des sièges temporaires ayant été installés à l'étage inférieur. Ils ont été remplacés par des sièges permanents en 1993.
En 1922, la tribune Union Stand a été transportée depuis Cassio Road et remontée à Vicarage Road. Elle a été remplacée dans les années 1930 par Shrodells Stand. En 1979, les places debout, situées juste devant la tribune, ont été dotées de 2 200 sièges.
L'étage supérieur de Rous Stand est réputé pour être la partie la plus calme du stade.

### Vicarage Road Stand
Vicarage Road Stand a été construit à l'issue de la saison 1992-1993. Auparavant une butte en terre, la tribune assise a été construite pour respecter les recommandations du rapport Taylor à la suite de la tragédie de Hillsborough en 1989. Elle a coûté 2 300 000 £ et comporte 5 800 places assises.
C'était à l'origine une simple levée de terre qui a peu à peu été transformée en une tribune conventionnelle. En 1978, un tableau de score électronique y a été ajouté.
Jusqu'en 1999, la tribune accueillait les supporteurs locaux et accueille depuis les visiteurs. En 2004, une séparation a été faite et les supporteurs locaux et visiteurs occupent chacun une moitié de Vicarage Road Stand.

### Rookery Stand

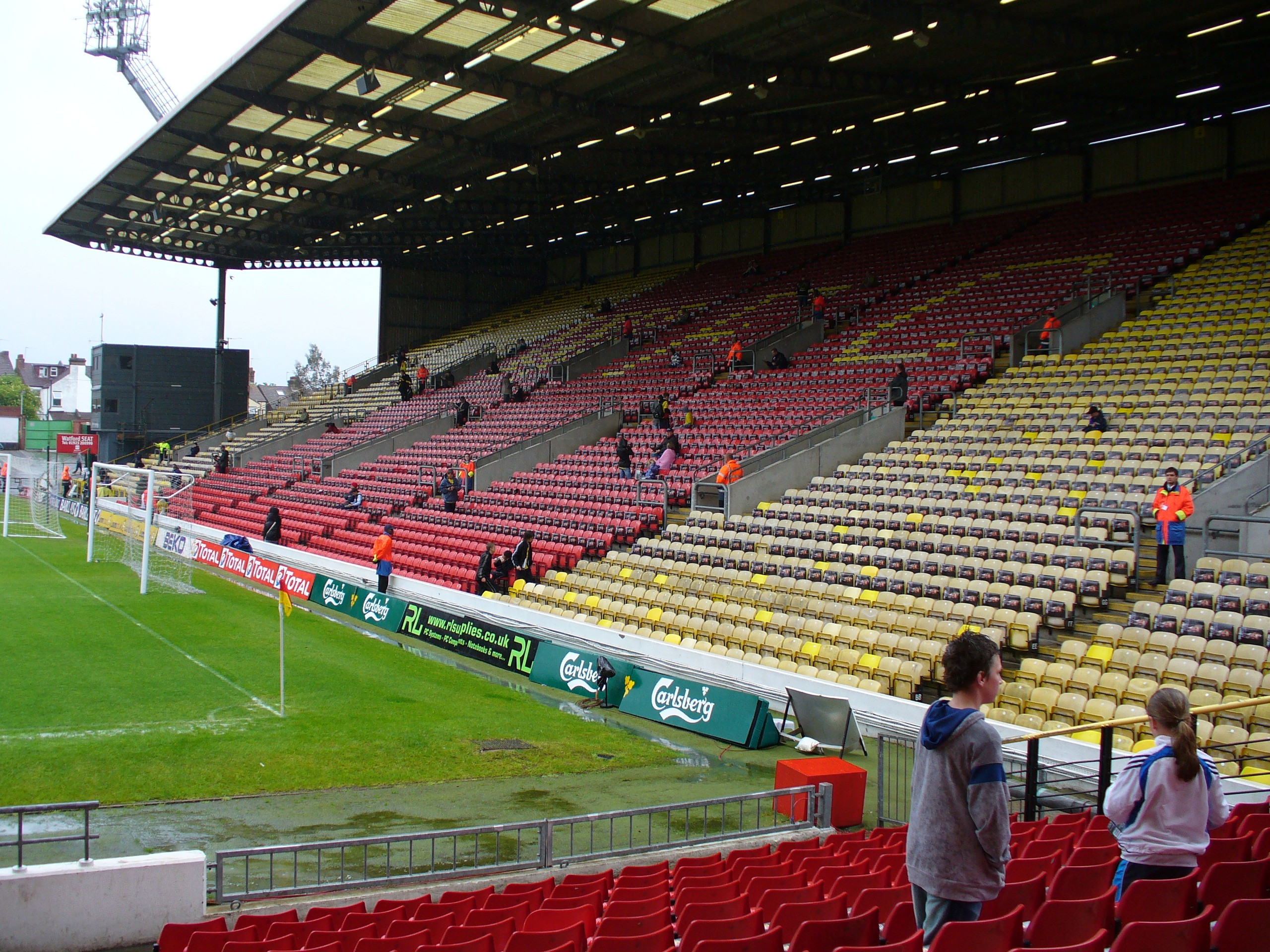
Rookery Stand.

Construite au cours de la saison 1994-1995, Rookery Stand est la partie la plus récente de Vicarage Road. Cette ancienne terrasse a une capacité de 6 900 personnes et est plus grande que Vicarage Road Stand. Elle abrite les locaux administratifs du stade et de Watford FC, ainsi que la boutique. La tribune a coûté 1,6 million de livres.
Rookery End était tout d'abord une butte de terre dotée d'un toit, qui a dû être retiré au bout de quelques années pour des raisons de sécurité. Sous la pression des supporteurs, la terrasse a été cimentée en 1959.
Rookery, également appelée Rover South pour les matchs des Saracens, est réputé pour avoir la meilleure ambiance du stade.

## Éclairage
Le premier jeu de lumière a été installé en 1953 sur le toit de Main Stand. En 1960, quatre pylônes ont été installés dans les coins du stades. Les lumières sont actuellement installées sur les toits des tribunes Vicarage Road et Rookery.

## Autres anciennes utilisations
Les courses de lévriers commencent à Vicarage Road le 20 octobre 1928. La course a eu lieu selon les règles de la National Greyhound Racing Club (NGRC) et jusqu'à quatre nuits de course par semaine ont eu lieu tous les mardis, jeudis, vendredis et samedis à 19 h 45. Cependant, la licence provisoire NGRC est annulée dès le 1er novembre 1928.
Les courses se poursuivent ensuite pendant de nombreuses années aux côtés de l'équipe de football et sont actives pendant les quarante années suivantes avant une fermeture temporaire le 28 juin 1969. Le 14 octobre 1974, les courses reviennent sous les règles du NGRC sous l'organisation du principal promoteur de l'industrie, la Greyhound Racing Association.
La forme de la piste était très pointue en raison de la nature de la conception du virage autour des coins du terrain de football, conduisant à des critiques au sein de l'industrie selon lesquelles elle n'était pas assez sûre. En 1977, le club annonce son intention de mettre fin aux courses de lévriers afin que les améliorations du stade puissent aller de l'avant. La dernière course a lieu le 30 octobre 1978, le dernier vainqueur étant un lévrier appelé Chad Supreme.